# باغر اوغلی قازار
باغر اوغلی قازار (ارمنی: Բաղեր Օղլի Ղազար؛ انگلیسی: Bałer Ołi Łazar زادهٔ - درگذشته)، ح. سده ۱۸ام عاشوق ارمنی بود.

## زندگی‌نامه
وی در سده ۱۸ام میلادی در احتمالاً جلفای نو، اصفهان به دنیا آمد 